# 742
742 (DCCXLII) fue un año común comenzado en lunes del calendario juliano, en vigor en aquella fecha.

## Acontecimientos
- Liutprando, rey de los lombardos, absorbe los ducados independientes de Spoleto y Benevento, a su reino.
- Las tropas sirias del califato, al mando de Balch, suprimen la rebelión bereber en la región de Mértola,[1] así como a las facciones yemeníes y baladíes.
- Las relaciones entre el valí de al-Ándalus y los comandantes sirios pronto fracasaron. El líder sirio Balŷ ibn Bišr depuso y ejecutó al anterior gobernador y se declaró el nuevo valí de al-Ándalus.
- Los sirios se asientan en al-Ándalus tras la victoria de Aqua Portora, donde muere Balch.
- Teodato Ipato es elegido dux de Venecia. Transfiere la sede ducal de Eraclea a Malamocco.[2]

## Nacimientos
- Carlomagno rey y emperador de los francos (fecha en disputa).
- El Emperador Xuanzong de Tang de la Dinastía Tang comienza a favorecer el taoísmo sobre el budismo, con la adopción del nuevo título de reinado Tianbao para indicar su mandato divino.
- Ibrahim Al-Mausili, cantante iraquí (f. 804).

## Fallecimientos
- Balch ibn Bishr al-Qushayri, valí de Al-Ándalus.
- Niu Xianke, canciller de la dinastía Tang.
- Itzamnaaj B'alam II, rey de Yaxchilán.